# IK Pegasi
IK Pegasi (o HR 8210) es un sistema estelar binario en la constelación de Pegaso. Se encuentra a una distancia de aproximadamente 150 años luz del sistema solar, y posee la luminosidad suficiente para poder ser observado a simple vista desde la Tierra.
La estrella primaria (IK Pegasi A) es una estrella de secuencia principal de Clase A, que muestra pulsaciones menores de luminosidad. Está categorizada como una estrella variable Delta Scuti y tiene un ciclo periódico de variación luminosa que se repite cerca de 22.9 veces al día. Su compañera (IK Pegasi B) es una enana blanca masiva que se ha expandido más allá de la secuencia principal y ha dejado de generar energía por fusión nuclear. Ambas estrellas orbitan, una alrededor de la otra, completando una vuelta cada 21.7 días, con una separación media de aproximadamente 31 millones de kilómetros, o 0.21 unidades astronómicas (UA). Su órbita es menor que la de Mercurio alrededor del Sol.
IK Pegasi B es el candidato mejor conocido a supernova. Cuando la estrella primaria empiece a evolucionar hacia una gigante roja, se espera que su radio provoque que la enana blanca inicie un proceso de acreción desde el gigante en expansión. Cuando la enana blanca se acerque al límite de Chandrasekhar de 1.44 masas solares, explotará en una supernova Tipo Ia.

## Observación
Este sistema estelar fue catalogado en el Bonner Durchmusterung (Catálogo Astrométrico de Bonn) de 1862 como BD +18°4794B. Apareció posteriormente en el Harvard Revised Photometry Catalogue de Edward Charles Pickering de 1908 como HR 8210. La designación «IK Pegasi» pertenece a la extendida nomenclatura para estrellas variables propuesta por Friedrich W. Argelander.
El examen espectrográfico de esta estrella mostró el cambio en la línea espectral característico de un sistema estelar binario. Este cambio se produce cuando sus órbitas llevan a las estrellas del conjunto a alejarse y acercarse respecto del observador, produciendo una variación en la longitud de onda de la línea por efecto Doppler. La medida de este cambio permite a los astrónomos determinar la velocidad orbital relativa de por lo menos una de las estrellas, aunque no la de los componentes individuales.
En 1927, el astrónomo canadiense William E. Harper empleó esta técnica para medir el periodo de esta binaria espectroscópicamente mono-línea y lo determinó en 21.724 días. Estimó la excentricidad orbital inicialmente en 0.027 (estimaciones posteriores dieron una excentricidad de esencialmente cero que es el valor para una órbita totalmente circular). La velocidad de amplitud fue estimada en 41.5 km/s, que es la velocidad máxima del componente primario según la línea de observación que va del mismo al sistema solar.
La distancia existente hasta el sistema IK Pegasi se puede calcular directamente mediante la observación de las minúsculas variaciones en el paralaje de este sistema (en contraste con el fondo estelar más alejado) mientras la Tierra orbita alrededor del Sol. Estas variaciones o modificaciones fueron calculadas de manera altamente precisa por el satélite astrométrico Hipparcos, obteniendo una distancia estimada en 150 años luz (con una exactitud de ±5 años luz). El mismo satélite midió también el movimiento propio de este sistema. Este es el pequeño movimiento angular de IK Pegasi en el cielo debido a su movimiento en el espacio.
La combinación de la distancia y el movimiento propio de este sistema se pueden utilizar para calcular la velocidad transversal de IK Pegasi en 16.9 km/s. El tercer componente, la velocidad radial heliocéntrica, puede obtenerse a través del corrimiento al rojo del espectro estelar. El General Catalogue of Stellar Radial Velocities (Catálogo general de velocidades radiales estelares) señala una velocidad radial de –11.4 km/s para este sistema. La combinación de estos dos movimientos produce una velocidad espacial de 20.4 km/s en relación con el Sol.
Se intentó fotografiar los componentes individuales de este sistema binario empleando el telescopio espacial Hubble, pero las estrellas estaban demasiado juntas para poder distinguirlas. Cálculos recientes con el telescopio espacial EUEVE (o explorador ultravioleta extremo) dieron un periodo orbital más preciso de 21.72168 ± 0.00009 días. La inclinación del plano orbital de este sistema se estima que está prácticamente clavado en 90° visto desde la Tierra. De ser así sería posible observar un eclipse.

## Componente A
El diagrama de Hertzsprung-Russell (o diagrama H-R) es un diagrama con los ejes de luminosidad y tipo espectral empleado para un grupo de estrellas. IK Pegasi A es actualmente una estrella de secuencia principal, un término empleado para describir un grupo casi lineal de estrellas con núcleo de fusión de hidrógeno según su posición en el diagrama H-R. Sin embargo, IK Pegasi A se encuentra en una banda estrecha y vertical del diagrama H-R conocida como la línea inestable. Las estrellas de esta banda oscilan de una manera coherente, resultando en pulsaciones periódicas en la luminosidad de la estrella.
Las pulsaciones resultan de un proceso conocido como el mecanismo κ. Una parte de la atmósfera externa de la estrella se vuelve ópticamente gruesa debido a la ionización parcial de ciertos elementos. Cuando estos átomos pierden un electrón, la probabilidad de que absorban energía aumenta. Esto resulta en un aumento de la temperatura que causa que la atmósfera se expanda. Esta atmósfera inflada se vuelve menos ionizada y pierde energía, haciendo que se enfríe y vuelva a reducirse de tamaño. El resultado de este ciclo es una pulsación periódica de la atmósfera y una variación correspondiente de la luminosidad.

Las dimensiones relativas de IK Pegasi A (izquierda), B (abajo centro) y el Sol (derecha)

Las estrellas que se encuentran en la zona de la línea inestable que cruza la secuencia principal se denominan variables Delta Scuti. Reciben su nombre de la estrella prototipo para dichas variables, Delta Scuti. Las variables Delta Scuti típicamente oscilan en la clasificación estelar de A2 a F8, y de una luminosidad estelar de III (subgigantes) a V (estrellas de la secuencia principal). Hay variables de corto periodo que tienen un ritmo de pulsación regular entre 0.025 y 0.25 días. Las estrellas Delta Scuti tienen un gran número de elementos similares a los del Sol (ver estrellas de índice I) y entre 1.5 y 2.5 masas solares. El ritmo de pulsaciones de IK Pegasi A se ha calculado en 22.9 ciclos al día, o una vez cada 0.044 días.
Los astrónomos definen la metalicidad de una estrella como la abundancia de elementos químicos que tienen un número atómico superior al helio. Esto se calcula por medio de un análisis espectroscópico de la atmósfera, seguido de una comparación con los resultados esperados de modelos estelares computerizados. En el caso de IK Pegasi A, la abundancia de metal estimada es de [M/H] = +0.07 ± 0.20. Esta notación permite obtener el logaritmo de la proporción de elementos metálicos (M) frente a la proporción de hidrógeno (H), menos el logaritmo de la proporción de metal del Sol (así, si la estrella iguala la abundancia de metal del Sol, este valor será cero). Un valor logarítmico de 0.07 es equivalente a una proporción de metalicidad de 1.17, por lo que la estrella sería un 17 % más rica en elementos metálicos que el Sol. Sin embargo, el margen de error de este resultado es bastante grande.
El espectro de estrellas de clase A, tales como IK Pegasi A, muestran fuertes líneas de Balmer de hidrógeno junto a líneas de absorción de metales ionizados, incluyendo la línea K  de calcio ionizado (Ca II) en una longitud de onda de 393.3 nm. El espectro de IK Pegasi A se clasifica como Am marginal (o «Am:»), lo que significa que muestra las características de una clase espectral A pero que está ligeramente metalizada. Es decir, la atmósfera de esta estrella muestra ligeras (pero anómalas) líneas de absorción, para los isótopos metalizados, algo más fuertes de lo normal. Las estrellas del tipo espectral Am son frecuentemente miembros de binarias cercanas con un compañero de aproximadamente la misma masa, como es el caso de IK Pegasi.
Las estrellas de clase espectral A son más calientes y masivas que el Sol. Pero, como consecuencia de esto, su media de vida en la secuencia principal es correspondientemente breve. Para una estrella de una masa similar a la de IK Pegasi A (1.65 solares), su esperanza de vida en la secuencia principal es de 2-3 × 109 años, lo que supone aproximadamente la mitad de la vida actual del Sol.
En términos de masa, la relativamente joven Altair es la estrella más cercana al Sol que posee un componente estelar A análogo— se estima que tiene 1.7 veces la masa solar. El sistema binario en su conjunto tiene algunas similitudes con el cercano sistema de Sirio, que tiene una primaria de clase A y una compañera enana blanca. Sin embargo, Sirio A es mucho más masiva que IK Pegasi A, y la órbita de su compañera es más extensa, con un semieje mayor de 20 UA.

## Componente B
La estrella compañera es una enana blanca densa. Esta categoría de objeto estelar ha llegado al final de su vida evolutiva y ya no genera energía mediante fusión nuclear. En su lugar, y en circunstancias normales, una enana blanca irradiará, de manera estable, la energía que le queda, volviéndose fría y perdiendo luminosidad al cabo de varios miles de millones de años.

### Evolución
Casi todas las estrellas de masa pequeña o intermedia (de menos de nueve masas solares) terminarán convirtiéndose en enanas blancas una vez hayan consumido sus reservas de combustible termonuclear. Estas estrellas han sido, durante la mayor parte de sus vidas productoras de energía, estrellas de la secuencia principal. El lapso de tiempo que una estrella permanece en la secuencia principal depende principalmente de su masa (con su esperanza de vida disminuyendo al aumentar su masa). De esta manera, para que IK Pegasi B se convirtiera en una enana blanca antes que el componente A, debió ser en el pasado mucho más masiva que ella. De hecho, se piensa que el progenitor de IK Pegasi B debió haber tenido entre 5 y 8 masas solares.
Al consumirse el hidrógeno del núcleo del progenitor de IK Pegasi B, éste fue evolucionando a una gigante roja. El núcleo interno se contrajo hasta que el hidrógeno comenzó a quemarse en la capa que rodeaba el núcleo de helio. Para compensar este aumento de la temperatura, la capa exterior se expandió varias veces su radio como núcleo de estrella de la secuencia principal. Cuando el núcleo adquirió una temperatura y densidad en las que el helio podía comenzar su fusión, esta estrella se contrajo y se convirtió en lo que se conoce como una estrella de rama horizontal, es decir, perteneciente a un grupo de estrellas que a grandes rasgos forman una línea horizontal en el diagrama H-R. La fusión del helio formó un núcleo inerte de carbono y oxígeno. Cuando el helio se consumió por completo en el núcleo, se formó una capa de combustión de helio (además de la de carbono formada previamente), y la estrella se desplazó a lo que los astrónomos denominan la rama asintótica gigante, o RAG. De tener la suficiente masa, con el tiempo el proceso de combustión del carbono podría recomenzar en el núcleo, y producir oxígeno, neón y magnesio.
La capa externa de una gigante roja o estrella RAG puede expandirse varias centenares de veces el radio del Sol, ocupando un radio de unos 5 × 108 km (3 UA) en el caso de la estrella pulsante RAG Mira. Esto va más allá de la separación que existe actualmente entre las dos estrellas de IK Pegasi, así que durante este periodo ambas compartieron una capa en común. Como consecuencia de esto, la atmósfera exterior de la compañera más pequeña (A) pudo haber recibido incrementos de isótopos.

Evolución de IK Pegasi

Cierto tiempo después de la formación del núcleo inerte de oxígeno y carbono (u oxígeno, carbono y magnesio), se reanudó la fusión termonuclear a lo largo de las dos capas concéntricas a la región del núcleo: el hidrógeno se quemaba en la capa más externa mientras que la fusión de helio ocurría alrededor del núcleo inerte. Sin embargo, esta fase de la doble capa es inestable, con lo que se produjeron pulsos termales que causaron eyecciones de masa a gran escala de la capa externa de la estrella. Este material eyectado formó una nube inmensa que se denomina nebulosa planetaria.  Toda la capa de hidrógeno, a excepción de una pequeña fracción, se fue alejando de la estrella, dejando atrás una enana blanca remanente compuesta principalmente por el núcleo inerte.

### Composición y estructura
El interior de IK Pegasi B podría estar compuesto por completo de carbono y oxígeno, pero, alternativamente, si su progenitor pasó por el proceso de combustión del carbono, podría tener un núcleo de oxígeno y neón rodeado de una cubierta enriquecida con carbono y oxígeno.  En cualquier caso, el exterior de IK Pegasi B está cubierto por una atmósfera de hidrógeno casi puro, por lo que esta estrella se clasifica como DA. Debido a la elevada masa atómica, el helio existente en la cubierta se hundirá por debajo de la capa de hidrógeno. La totalidad de la masa de la estrella se apoya en la presión de degeneración de los electrones (una fuerza causada por el principio de exclusión de Pauli, que prohíbe que los constituyentes de una estrella estén en un mismo estado cuántico, y por tanto limita la cantidad de materia que puede encontrarse en un determinado volumen).

Este gráfico muestra el radio teórico de una enana blanca, según su masa. La curva verde es para un modelo de gas de electrones relativista.

Con 1.5 masas solares estimadas, se considera que IK Pegasi B es una enana blanca de masa elevada. A pesar de que su radio no ha sido observado de manera directa, se puede estimar a partir de relaciones teóricas conocidas entre la masa y el radio de las enanas blancas, obteniendo un valor de aproximadamente 0.60 % del radio del Sol. (otras fuentes sugieren un valor de 0.72 %, por lo que existe cierta incertidumbre acerca de este resultado) De esta forma, esta estrella acumula una masa mayor que el Sol en un volumen más o menos del tamaño de la Tierra, lo que nos indica la extrema densidad de este objeto.
La naturaleza masiva y compacta de una enana blanca produce una gravedad superficial fuerte. Los astrónomos denotan este valor con el logaritmo decimal de la fuerza gravitacional en unidades cgs, o log g.  Para IK Pegasi B, log g es 8.95.  Para comparar, el log g de la Tierra es de 2.99. Así que la gravedad superficial en IK Pegasi es unas 900 000 veces la fuerza gravitacional en la Tierra.
La temperatura superficial efectiva en IK Pegasi B se estima en unos 35 500 ± 1500 K (35 227 °C), convirtiéndolo en una poderosa fuente de radiación ultravioleta. En condiciones normales, esta enana blanca continuará enfriándose durante más de mil millones de años, mientras su radio se mantendría esencialmente sin cambios.

## Evolución futura
En un documento de 1993, David Wonnacott, Barry J. Kellett y David J. Stickland identificaron este sistema como un candidato a evolucionar convirtiéndose en una supernova Tipo Ia o en una estrella cataclísmica variable. A una distancia de 150 años luz, este sistema es el candidato mejor conocido a convertirse en supernova más cercano a la Tierra.  Sin embargo en el tiempo que empleará el sistema para evolucionar al estado de supernova, se habrá desplazado una distancia considerable con respecto a la Tierra y no supondrá ninguna amenaza. Una supernova necesitaría estar aproximadamente a 26 años luz de la Tierra para efectivamente destruir la capa de ozono de Tierra, lo que incidiría severamente en la biosfera del planeta.

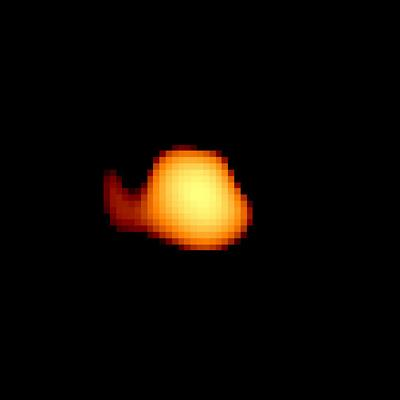
Esta imagen del telescopio espacial Hubble muestra la fluctuación AGB (rama asintótica gigante) de la estrella Mira

En algún momento en el futuro, IK Pegasi A consumirá el hidrógeno de su núcleo y comenzará a evolucionar lejos de la secuencia principal, hasta formar un gigante rojo. El tamaño de un gigante rojo puede ascender a dimensiones importantes, extendiendo hasta unas cien veces su radio previo (o más). Una vez IK Pegasi A se haya expandido su diámetro sobrepasará el lóbulo de Roche de su compañera, formándose un disco de acrecimiento gaseoso alrededor de la enana blanca. Este gas, compuesto principalmente de hidrógeno y helio, irá a parar a la superficie de su compañera. Este traslado masivo de materia entre las estrellas ocasionará también la reducción de su órbita mutua.
Sobre la superficie de la enana blanca, la acreción gaseosa puede llegar a ser comprimida y calentada. En algún momento el gas acumulado puede alcanzar las condiciones necesarias para que se lleve a cabo la fusión del hidrógeno, produciendo una reacción veloz que desplazará una porción del gas desde la superficie. Esto resultaría en una (recurrente) explosión de nova —una estrella variable cataclísmica— y la luminosidad de la enana blanca rápidamente aumentaría varias magnitudes durante un período de varios días o meses. Un ejemplo de un sistema estelar similar podría ser RS Ophiuchi, un sistema binario formado por una gigante roja y una compañera enana blanca. RS Ophiuchi ha estallado como una nova (recurrente) por lo menos en seis ocasiones, cada vez disminuyendo la masa crítica de hidrógeno necesaria para una explosión.
Es posible que IK Pegasi B siga un patrón similar. Sin embargo, para poder acumular masa, solo puede ser eyectada una porción del gas acrecido, con lo que con cada ciclo la enana blanca aumentaría su masa de manera gradual. Así, incluso aunque se comportara como una nova recurrente, IK Pegasi B podría continuar acumulando una capa creciente.
Un modelo alternativo que permite a la enana blanca acumular de manera estable masa sin convertirse en nova se denomina la binaria próxima fuente de rayos X supersuaves (CBSS). En este escenario, el ritmo de transferencia de masa a la binaria cercana enana blanca es tal que la combustión de fusión regular puede mantenerse en la superficie mientras el oxígeno que llega se consume en la fusión termonuclear para producir helio. Este tipo de fuentes supersuaves consisten en enanas blancas de gran masa con temperaturas superficiales muy elevadas(0.5-1 × 106 K).
Si la masa de la enana blanca alcanzara el límite de Chandrasekhar de 1.44 masas solares, la presión de degeneración de los electrones dejará de apoyarla y comenzará a colapsarse. Con un núcleo compuesto principalmente de oxígeno, neón y magnesio, la enana blanca que se colapsa seguramente formará una estrella de neutrones. En este caso, sólo una fracción de la masa de la estrella será eyectada como resultado del proceso. Sin embargo, si el núcleo está compuesto de carbono-oxígeno, el colapso hará que una porción sustancial de la estrella sufra una fusión nuclear en un corto período. Esto sería suficiente para que la estrella se deshiciera y se formara una cataclísmica explosión de supernova tipo Ia.
No obstante, no es probable que esta supernova cause daño a la Tierra. Se piensa que la estrella primaria, IK Pegasi A, tiene muy pocas probabilidades de evolucionar a gigante roja en un futuro próximo. Como se ha mostrado anteriormente, la velocidad espacial de esta estrella relativa al Sol es de 20.4 km/s. Esto equivale a moverse una distancia de un año luz cada 14 700 años. Al cabo de 5 millones de años, por ejemplo, esta estrella se habrá separado del Sol por más de 500 años luz. Esto se encuentra fuera del radio en que se cree que una supernova tipo Ia pueda ser perjudicial.
Tras la explosión de la supernova, el remanente de la estrella donante (IK Pegasus A) continuaría con la velocidad final que tuviera cuando era miembro de un sistema orbital binario próximo. La velocidad relativa resultante podría ser tan elevada como de 100-200 km/s, lo que la colocaría entre los objetos de gran velocidad de la galaxia. La compañera también habría perdido algo de masa durante la explosión, y su presencia podría crear un espacio entre los restos que se expandirían. Desde ese punto en adelante, evolucionaría a una estrella enana blanca solitaria. La explosión supernova creará un remanente de material o restos expandientes que en algún momento se fusionarán con el medio interestelar.